# Лев Полоз
Лев Іва́нович По́лоз (пом. до 1550) — руський (український, білоруський) боярин. Представник шляхетського роду Полозів, власного гербу Полоз. Державний діяч, великий землевласник.

## Біографія та діяльність
Лев Іванович Полоз — син руського боярина Івана Федоровича Полоза, який володів землями у Пинській землі Берестейського воєводства, Овруцькому старостві та Київському повіті Київської землі. Рід походить із Мстиславщини (сучасна північно-східна Білорусь). Відомим також є його рідний брат Андрій Іванович Полоз.
У 1522 році Лев Полоз — державець Чорнобильського замку, після того, як його відбудували в 1521 році. Замінив на цьому посту Михайла Павшу. Його наступником був Криштоф Кміта. У 1534 році він знову обіймав цю посаду до 1535 року, після Матвія Проскури. Його замінив Макар Івашенцевич. З його дядьком Дмитром Івашенцевичем, у 1536 році Лев Полоз мав суперечку за землю у середньому басейні річки Прип'ять.
Станом на 1537 рік Лев Полоз королівський дворянин королеви Бони Сфорци. У 1550 році по його смерті королева доручила опікунство над його неповнолітніми дітьми для вдови Богдани Семенівни Бабинської. На той час вона була вже другим шлюбом за Йосипом Немиричем.